# Triodia basedowii
Triodia basedowii är en gräsart som beskrevs av Ernst Georg Pritzel. Triodia basedowii ingår i släktet Triodia och familjen gräs. Inga underarter finns listade i Catalogue of Life.